# رادوانیه گروو
رادوانیه گروو (به صربی: Radovanje Grove) یک منطقهٔ مسکونی و جنگل در صربستان است که در Radovanje, Velika Plana واقع شده‌است.